# Ingrid Claes
Ingrid Claes es una deportista belga que compitió en taekwondo. Ganó una medalla de bronce en el Campeonato Europeo de Taekwondo de 1984, en la categoría de –68 kg.

## Palmarés internacional
| Campeonato Europeo | Campeonato Europeo | Campeonato Europeo | Campeonato Europeo |
| Año                | Lugar              | Medalla            | Categoría          |
| ------------------ | ------------------ | ------------------ | ------------------ |
| 1984               | Stuttgart (RFA)    | Medalla de bronce  | –68 kg             |